# Zsakó János
Zsakó János (Kolozsvár, 1926. január 22. – Kolozsvár, 2001. augusztus 8.) erdélyi magyar vegyészprofesszor, Zsakó Magdolna férje, Zsakó Erzsébet testvére.

## Életútja
Zsakó János banktisztviselő családjában született, anyja Kovács Erzsébet. Tanulmányait szülővárosában végezte, az Unitárius Kollégiumban érettségizett kitűnő eredménnyel. Felsőfokú tanulmányokat a Bolyai Tudományegyetem Kémia Karán folytatott, 1948-ban vette kézhez kémia tanári oklevelét.
Pályáját a Kémia Karon kezdte gyakornokként (1948–1949), 1950–52-ben már tanársegédi beosztásba helyezték. 1952–55 közt aspiráns (doktorandusz) az RNK Akadémiájának kolozsvári kémiai intézetében, 1956-ban doktorált (kémiai tudományok doktora). 1955–63 közt adjunktusi, 1963–1990 közt docensi beosztásba került a Babeș–Bolyai Tudományegyetemen, közben 1972–76 közt Algériában a Constantine-i egyetem vendégprofesszoraként működött. 1990–1991-ben egyetemi tanári beosztásban tanított, 1991-től a doktorandusz képzésben vett részt. 1990–91-ben az erdélyi Bolyai Társaság kolozsvári szervezetének elnökévé választották. 1992-ben a Budapesti Műszaki Egyetemen volt vendégelőadó. Tagja volt Erdélyi Múzeum-Egyesületnek. Az Erdélyi Magyar Műszaki Tudományos Társaság (EMT) tagjaként számos magyar nyelvű előadással szerepelt a vegyészkonferenciákon, 1991-től haláláig a Firka című folyóirat főszerkesztője volt.
Mintegy 240 tudományos közlemény szerzője, a természetfilozófiai kérdésekkel foglalkozó cikkeit magyar nyelven a Korunkban, román nyelven a Revista de filozofie c. folyóiratban adta közre. Társszerzője volt a magyar nyelvű Kémiai kislexikon 2. kötetének (1980). Számos kémiai tankönyv román nyelvről magyar nyelvre való fordításában vett részt. A kémia tudományt népszerűsítő cikkei a kémiatanárok és a kémia iránt érdeklődő magyar fiatalok számára magyar nyelvű napilapokban, folyóiratokban jelentek meg.

## Kutatási területe
Fizikai kémia (határfelületi filmek fizikai kémiája).

## Tudományos tisztségeiből
- Journal of Thermal Analysis című nemzetközi szakfolyóirat szerkesztőbizottságának tagja (1971–2001)
- A Román Akadémia termikus analízis és kalometria bizottságának tagja, egy időben alelnöke (1992–)

## Kötetei (válogatás)
- Az elemek története / Zsakó János. Bukarest : Tudományos Kiadó, 1959. 251 p. (2. átdolgozott kiad. 1964)
- Vegytan : tankönyv a 9. oszt. számára / [Constantin Predeţeanu, Polixenia Stănescu] ; [ford. Zsakó János]. 3. jav. kiad. [Bukarest] : Tanügyi és Ped. Kiadó, 1959. 195 p., 1 t. ill.
- Az atomok és molekulák világa / Zsakó János, Várhelyi Csaba. Bukarest : Tud. Kiadó, 1963. 389 p. ill.
- Elnyeli-e a fizika a kémiát? / Zsakó János. Kolozsvár : [Tip. intrepr. poligr.], 1973. Klny. a Korunk Évkönyvből p. 229-243.
- Kémia : tankönyv a XI. osztály számára / Sanda Fatu, Cornelia Costin ; [ford. Zsakó János, Várhelyi Csaba, Muzsnai Csaba]. Bucuresti : Ed. Didactica si Pedagogica, 1993. 163 p. ill.
- Kémia : tankönyv a XII. osztály számára / Sanda Fatu, Cornelia Costin, Adina Toescu ; [ford. Zsakó János, Várhelyi Csaba, Muzsnai Csaba]. Bucuresti : Ed. Didactica si Pedagogica, 1999. 165 p. ill.

## Díjak, elismerések
- A Román Akadémia Gheorghe Spacu-díja (1980)